# Conquer Divide
Conquer Divide ist eine Post-Hardcore-Band, die bei Artery Recordings unter Vertrag steht und deren Mitglieder aus den Vereinigten Staaten, Großbritannien und Kanada kommen.

## Bandgeschichte
Obwohl sich Conquer Divide Ende 2012 in Michigan gegründet haben, ist die Band erst seit 2013 
offiziell aktiv. Die erste volle Besetzung der Band bestand aus den beiden Sängerinnen Kiarely Castillo und Janel Duarte, aus den beiden Gitarristinnen Izzy Johnson und Kristen Sturgis, sowie aus der Bassistin Sarah Stonebraker und der Schlagzeugerin Tamara Tadic. Die Gitarristin Izzy Johnson, eine gebürtige Britin, wurde nach einem Casting in die Gruppe aufgenommen. Zwischenzeitlich verließen Stonebraker und Tadic die Gruppe. Nach mehreren Besetzungswechseln bestand die heutige Band aus Castillo, Duarte, Johnson, Sturgis und Samantha Landa. 
In einem Post auf Instagram verkündete die Band am 12. März 2024 den Ausstieg von Janel Duarte aus privaten Gründen.
Conquer Divide unterschrieben einen Plattenvertrag mit Artery Recordings und veröffentlichten wenige Tage danach ihre erste Single At War. Die Gruppe arbeitete mit dem Produzenten Joey Sturgis an ihrem Debütalbum, das am 24. Juli 2015 weltweit erschien. Am 17. Juni 2015 veröffentlichten Conquer Divide ihre Single Sink Your Teeth Into This in welchem Denis Shaforostov von Asking Alexandria zu hören ist.
Im April und Mai 2015 tourten Conquer Divide mit Alesana, Capture the Crown und The Browning durch die Vereinigten Staaten. Zuvor tourte die Band zwischen Februar und März mit It Lies Within. Zwischen dem 17. Juli und dem 16. August 2015 tourte die Gruppe gemeinsam mit Upon a Burning Body, Within the Ruins, Come the Dawn, A Skylit Drive, Iwrestledabearonce und Oceano als Eröffnungsband durch die Vereinigten Staaten. Am 12. August kreuzte die Konzertreise die Summer Slaughter Tour in New York City.
Im Jahr 2020 veröffentlichten Conquer Divide mit Chemicals ihre erste Single nach knapp fünf Jahren Funkstille. Im Mai 2021 folgte mit Messy eine zweite Single.
Im Jahr 2022 begleitet die Gruppe Electric Callboy und Attack Attack! auf ihrer US-Tour. Im Mai 2022 wurde die Single Atonement veröffentlicht. Im Mai 2023 kündigte die Gruppe die Veröffentlichung ihres zweiten Albums Slow Burn für September gleichen Jahres an. Es erscheint bei Mascot Records.

## Stil
Die Gruppe spielt eine Variante des Post-Hardcore, welcher mal mit harten Gitarrenriffs und poppigen Sing-a-longs trumpft. Vergleichbar ist der Sound der Band mit Blessthefall, Asking Alexandria und VersaEmerge. Izzy Johnson erzählte, dass sie außerdem von Parkway Drive und August Burns Red musikalisch beeinflusst wurde.

## Diskografie

### Studioalben
- 2015: Conquer Divide (Artery Recordings)
- 2023: Slow Burn (Mascot Records)

### EPs
- 2023: New Heaven (Mascot Records)

### Singles
- 2013: Eyes Wide Shut
- 2014: At War
- 2015: Sink Your Teeth Into This
- 2015: Nightmares
- 2016: What's Left Inside
- 2020: Chemicals
- 2021: Messy
- 2022: Fuckboi (Electric Callboy feat. Conquer Divide; (Platz 13 der deutschen Single-Trend-Charts)[11])
- 2022: Atonement
- 2022: Paralyzed
- 2023: welcome2paradise
- 2023: the INVISIBLE
- 2023: N E W H E A V E N